# 카네기 미술관

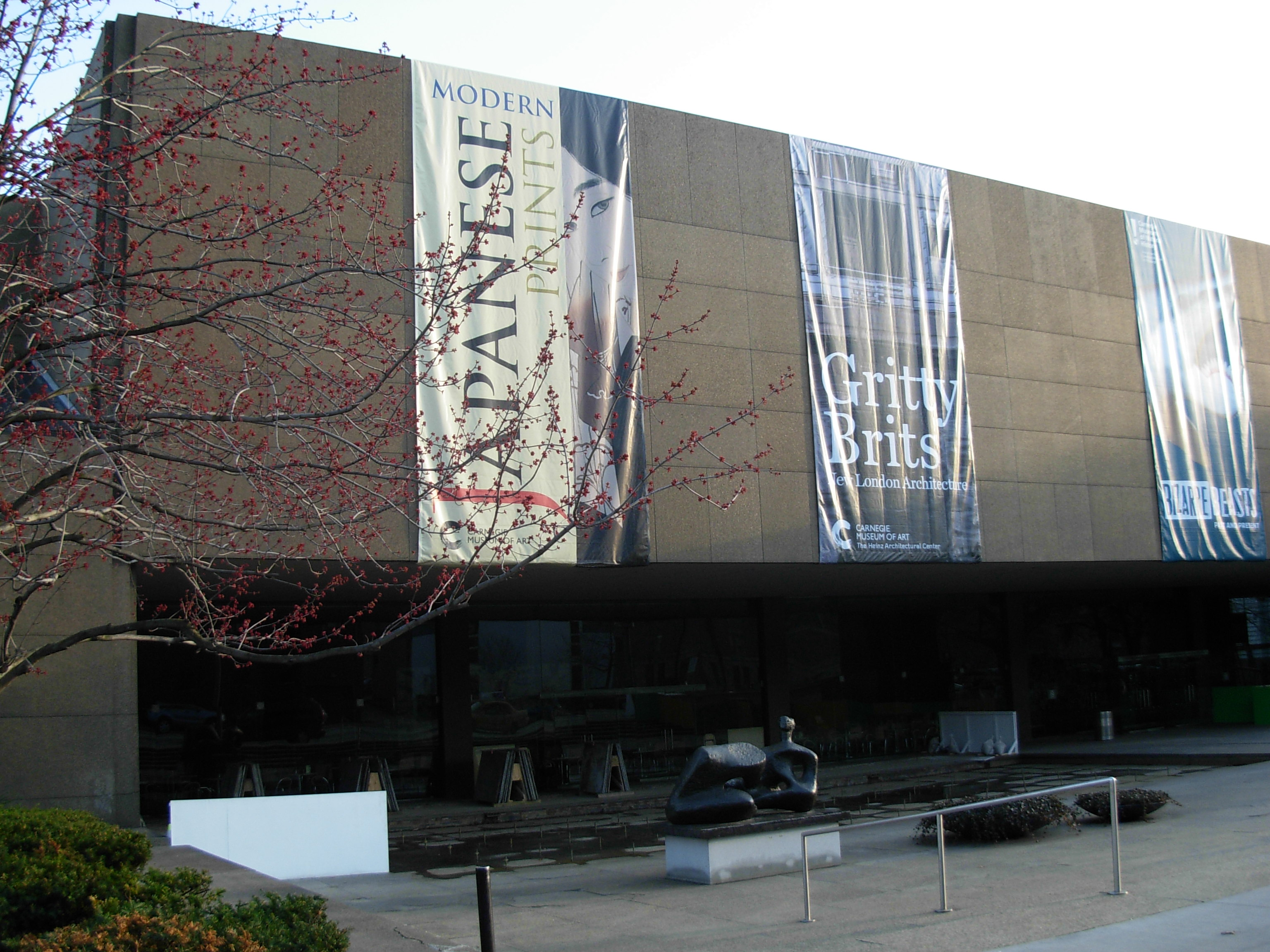

카네기 미술관(영어: Carnegie Museum of Art 카네기 뮤지엄 오브 아트[*])은 미국 펜실베이니아주 피츠버그 오클랜드에 위치한 미술관으로, 1895년 앤드루 카네기에 의해 설립되었다. 미술관은 영상 작품 등 현대 미술 작품을 전시하고 있다. 박물관은 매일 오전 10시부터 오후 5시까지 개방한다. 화요일 제외.

## 같이 보기
- 카네기 박물관
- 가장 큰 미술관 목록